# Vivinera
Vivinera es una localidad española perteneciente al municipio de Alcañices, en la provincia de Zamora, comunidad autónoma de Castilla y León.
Se encuentra situada en la zona oeste de la provincia de Zamora, junto a la frontera con Portugal y en la comarca de Aliste. Dista poco más de tres kilómetros de Alcañices, localidad cabecera del municipio, y 56 km de Zamora, la capital provincial.

## Nombre
El topónimo Vivinera, puede tener como origen una forma colectiva vegetal en "–era < -ārĭa", sobre un derivado del latín “vīmen, -ĭnis", mimbrera. Se trata por lo tanto de un derivado romance del latín “vīmĭnārĭa”. La asimilación entre labiales b-m > b-b es fenómeno común. No es forzoso interpretar el topónimo como colectivo (lugar abundante en mimbreras), a pesar de que la forma no sufijada es habitual en leonés (brime, brimbia, bime) para designar la planta. Desde el punto de vista semántico, la alusión toponímica a una especie vegetal poco notable puede deberse a su uso en cestería y otros utillajes agrarios (vallados, adrales de carro). Con la misma construcción, cabe citar el topónimo portugués Vimieira; con diferente sufijo, la cercana villa de Vimioso, ya en Portugal. Una cita antigua del topónimo Vivinera aparece en un deslinde portugués de 1538, donde se alude a "Vmjneira, termo dAllcaniças", es decir, Vimineira, término de Alcañices.

## Historia
La existencia de un castro astur conocido como Cerco de los Moros junto a la localidad nos muestra la existencia de poblamiento humano en el entorno de Vivinera desde la Prehistoria.
Más tarde, durante la Edad Media, Vivinera quedó integrado en el Reino de León, cuyos monarcas habrían acometido la repoblación de la localidad dentro del proceso repoblador llevado a cabo en Aliste. Tras la independencia de Portugal del reino leonés, en 1143, la localidad habría sufrido por su situación geográfica los conflictos entre los reinos leonés y portugués por el control de la frontera, quedando estabilizada la situación en Aliste a inicios del siglo XIII, hecho reforzado por la firma del Tratado de Alcañices en 1297.
Posteriormente, en la Edad Moderna, Vivinera estuvo integrado en el partido de Alcañices de la provincia de Zamora, tal y como reflejaba en 1773 Tomás López en Mapa de la Provincia de Zamora. Así, al reestructurarse las provincias y crearse las actuales en 1833, la localidad se mantuvo en la provincia zamorana, dentro de la Región Leonesa, integrándose en 1834 en el partido judicial de Alcañices, dependencia que se prolongó hasta 1983, cuando fue suprimido el mismo e integrado en el Partido Judicial de Zamora.
En torno a 1850, el antiguo municipio de Vivinera se integró en el de Ceadea, pasando poisteriormente al de Alcañices.

## Evolución demográfica
| 2000 | 2001 | 2002 | 2003 | 2004 | 2005 | 2006 | 2007 | 2008 | 2009 | 2010 | 2011 | 2012 |
| 77   | 75   | 74   | 75   | 72   | 69   | 69   | 65   | 63   | 60   | 59   | 58   | 57   |

## El Castro
El castro de "Cerco de los Moros" es uno de los escasos ejemplos de castros con "piedras hincadas" de la provincia de Zamora. Su principal y peculiar característica reside en que en estos castros se pueden encontrar piedras colocadas en posición semienterrada fuera de sus murallas, cuyo objeto consiste en servir de apoyo defensivo en la prevención de un acercamiento repentino del enemigo.

### Situación
El paraje se encuentra situado al sur de la carretera N-122, de Zamora a Alcañices, y cerca de 1,5 km al sudeste de Vivinera, situándose sobre un promontorio aislado, rodeado de valles y laderas empinadas por tres de sus lados y por el lado norte se une a otra loma prominente.

### Características
Es casi cuadrangular y tiene un ancho de unos 110 m y está defendido por un terraplén al cual cubre un viejo muro construido con piedras planas pequeñas. El muro es más alto en el lado norte y alcanza su máximo en el ángulo noroeste. Al pie de la muralla norte hay un foso y fuera de este foso y también fuera de la parte norte del muro hay restos de "piedras hincadas". Estas piedras están situadas muy juntas y tienen unos 30 cm de altura y se extienden cerca de 20 m  más allá de la muralla.

### Cultura
Estos castros pertenecen a la "cultura de los verracos", verracos que por supuesto se han encontrado fuera de las entradas de algunos de estos castros, siendo una de sus principales invenciones el uso de "piedras hincadas". Su época de construcción es difícil de fechar, puediéndose situar en las últimas centurias anteriores a Cristo, siglos II y I a. C.